# 高秀貞
高秀貞（韓語：고수정，1995年4月17日—2020年2月7日），韓國女演員。
高秀貞在高中時期因看了男星金明敏所演的韓劇《貝多芬病毒》，便夢想成為演員。2016年，高秀贞通过tvN电视剧《孤單又燦爛的神－鬼怪》出道，後又出演JTBC戲劇《所羅門的偽證》、防弹少年团2017年MV《With Seoul》女主角。2019年12月22日後其Instagram賬戶未有更新。2020年2月7日因腦腫瘤去世。2月9日舉行葬禮。2月12日，高秀貞經紀公司Story J Company證實高秀貞去世。